# Peter Kolchin
Peter Robert Kolchin (né le 3 juin 1943 à Washington et mort le 13 janvier 2025) est un historien américain. Il est spécialisé sur l'esclavage et le travail dans le sud des États-Unis avant et après la guerre civile, ainsi que dans les comparaisons avec le servage russe et d'autres formes de travail.

## Biographie
Né à Washington, Peter Kolchin fréquente les écoles locales. Il est diplômé de l'Université Columbia en 1964 et poursuit ses études supérieures à l'université Johns-Hopkins, où il obtient un doctorat en 1970. Sa thèse de doctorat est intitulée First Freedom: The Responses of Alabama's Blacks to Emancipation and Reconstruction.
Il est professeur à l'Université du Delaware. Il remporte le prix Bancroft d'histoire américaine et le prix Avery O. Craven pour son livre Unfree Labor: American Slavery and Russian Serfdom (1987).
Peter Kolchin meurt le 13 janvier 2025 à l'âge de 81 ans.

## Publications
- First Freedom: The Responses of Alabama's Blacks to Emancipation and Reconstruction, University of Alabama Press, 1972   (Revised Ed. 2008,  (ISBN 978-0-8173-5535-7))
- Unfree Labor: American Slavery and Russian Serfdom, Harvard University Press, 1987 (ISBN 978-0-674-92098-9, lire en ligne )
- The Meaning of freedom: economics, politics, and culture after slavery, University of Pittsburgh Press, 1992 (ISBN 978-0-8229-5479-8), « The Tragic Era? Interpreting Southern Reconstruction in Comparative Perspective »
- American Slavery, 1619-1877 (1993, revised ed. 2003)  (ISBN 978-0-14-024150-1)
- Up from Serfdom: My Childhood and Youth in Russia, 1804-1824, Yale University Press, 2002 (ISBN 978-0-300-09716-0, lire en ligne), « Foreword »
- A Sphinx on the American Land: The Nineteenth-Century South in Comparative Perspective, LSU Press, 2003 (ISBN 978-0-8071-2866-4, lire en ligne)